# Polítiques lingüístiques per a la immigració a Europa
El Programa PISA de 2003 va incloure una enquesta complementària sobre les polítiques i pràctiques nacionals per ajudar els estudiants immigrats a aconseguir el domini de la llengua d'instrucció. Les principals conclusions d'aquest capítol sobre polítiques i pràctiques són:
- Gairebé tots els països que van completar el qüestionari ofereixen classes als adults nouvinguts. En alguns països europeus, la participació en classes d'idiomes és obligatori i el no assistir a aquests programes pot resultar en sancions.
- La majoria dels països recopilen informació sobre les competències lingüístiques de l'alumnat immigrant durant l'educació pre-primària (ISCED 0) o primària (ISCED 1).
- Molt pocs països ofereixen suport lingüístic sistemàtic basat en un currículum explícit en l'educació pre-primària (ISCED 0).
- El mètode més generalitzat per donar suport als alumnes immigrants amb coneixements limitats de l'idioma d'instrucció és la immersió, amb el suport sistemàtic al llenguatge en l'ensenyament primari (ISCED 1) i secundari (ISCED 2).
- Diversos països ofereixen programes d'immersió amb una fase preparatòria per als alumnes acabats d'arribar. Aquest enfocament s'adopta més en l'educació secundària inferior (ISCED 2) que en l'educació primària (ISCED 1).
- Els programes de suport bilingüe de l'idioma, involucrant tant l'idioma natiu de l'estudiant i la llengua d'instrucció, són relativament poc comuns.
- Diversos països o administracions sub-nacionals tenen plans explícits o documents marc curriculars per donar suport a la segona llengua.
- Molt pocs països en general ofereixen classes complementàries per millorar l'idioma natiu de l'alumne en el si de les seves escoles.
- Tots els països participants en l'enquesta proporcionen recursos especials a les escoles que tenen un alt percentatge d'immigrants.

Eurydice va publicar el 2004 un informe que permet una visió comparada dels països de l'Europa comunitària i de l'Espai Econòmic Europeu (EEE).

## Unió Europea
La primera política de la Unió Europea en matèria en favor dels treballadors migrants, les seves famílies i l'educació del llurs fills és una resolució del Consell de 21 de gener de 1974 en què, es va donar prioritat a l'establiment d'un programa d'acció, que va ser transmès per la Comissió Europea al Consell Europeu en 18 de desembre de 1974, i descrivia els problemes que hi havia als diferents països de la UE i proposava accions concretes per tal d'aconseguir una situació d'igualtat en favor dels treballadors migrants i les seves famílies en tots els àmbits. Els quatre punts principals que estudia són les condicions de vida i de treball, els drets civils i polítics, la lluita contra la immigració il·legal i la coordinació de les polítiques de migració. El primer bloc -les condicions de vida i de treball- engloba tota una sèrie d'aspectes: les condicions laborals, la llibertat de moviment, la seguretat social, l'aprenentatge de llengües, els serveis socials, temes relacionats amb l'habitatge, l'educació dels nens i la sanitat.
Posteriorment el Consell de les Comunitats Europees preveu l'establiment d'aquest programa tenint en compte tota uns sèrie de consideracions. En primer lloc, creu que l'objectiu essencial d'aquest programa és que els treballadors dels estats membres puguin trobar feina a la seva regió i cal reforçar les mesures per tal d'humanitzar més la lliure circulació dels treballadors. També convindria millorar la situació dels treballadors nacionals de tercers estats i dels membres de les seves famílies. D'altra banda, caldrà promoure una concertació de les polítiques migratòries als tercers estats i estudiar els problemes dels treballadors dels Estats membres que resideixen a tercers Estats. A més, les accions en favor dels treballadors migrants i dels membres de les seves famílies hauran de ser coherents amb la concertació de polítiques de treball i protecció social. També cal tenir en compte les característiques concretes de cada Estat membre i, en especial, la importància i les característiques dels moviments migratoris i la densitat de les poblacions immigrades.
El Consell creu que hi ha alguns aspectes que són molt importants en aquesta matèria: oferir una assistència apropiada (formació, serveis socials, escolarització, etc.) als treballadors migrants i als membres de les seves famílies per tal de facilitar la integració al país d'acollida, intentar eliminar les limitacions no justificades dels treballadors nacionals de la resta d'estats membres i promoure la igualtat de tracte en matèria de qualitat de vida i de treball.
Al cap de pocs mesos s'aprova la directiva 77/486/CEE en què es detallen una sèrie d'accions en matèria d'educació dels fills dels immigrants en edat d'escolarització obligatòria. Els estats membres hauran d'oferir un ensenyament gratuït que inclogui l'ensenyament de la llengua oficial o d'una de les llengües de l'estat d'acollida, així com hauran de promoure l'ensenyament de la llengua materna i de la cultura del país d'origen. També explica que els estats membres hauran d'adoptar les mesures necessàries en un termini de quatre anys i hauran d'anar informant a la Comissió sobre l'aplicació de la Directiva.
El Parlament Europeu s'ha interessat en l'educació dels fills dels immigrants resolent detalladament tots els aspectes que cal tenir en compte i les accions que cal dur a terme per tal d'oferir un programa educatiu complet que vetlli per la integració dels fills dels immigrants al país d'acollida. Entre altres aspectes, destaca l'ensenyament de la llengua i cultura del país d'acollida i també la del país d'origen (conservació del multilingüisme per tal de fomentar la inclusió de la població immigrant), la integració dels pares i mares en els programes d'aprenentatge de llengües oficials, la presència de comunicació intercultural, la formació específica del professorat per tal de dissenyar programes educatius orientats a la realitat cultural dels immigrants, etc. En general, aquesta resolució té com a objectiu transmetre la importància d'establir un programa educatiu que fomenti la diversitat i que respongui a les necessitats especials dels fills dels immigrants pel que fa a la integració de la població immigrant en general al país d'acollida.
El Parlament creu que ha de modificar-se la Directiva 77/486/CEE, la qual no s'adapta a la realitat social de la UE, ja que hauria d'abastar l'educació dels nens nacionals de tercers països i, per tant, es reconeix la importància de disposar d'una legislació actualitzada de la UE que garanteixi el dret a l'educació també per als estudiants nacionals de tercers països. Per acabar, demana a la Comissió que informi periòdicament sobre el progrés en la integració dels fills dels immigrants al sistema educatiu dels Estats membres.

### El canvi constant del paisatge demogràfic d'Europa
A Europa el creixement demogràfic sostingut arribarà més per la immigració internacional que no pas pel creixement natural. La immigració és un factor clau per evitar una situació de descens potencial de la població i de manca de mà d'obra, la qual porta a l'augment consegüent del cost de la força de treball i, al seu torn, afecta negativament les empreses de la Unió. Aquestes circumstàncies poden fer trontollar l'assoliment d'un mercat econòmic europeu sòlid i dificultar-ne l'estabilitat.
Les dades de població del 2002 ja auguraven un risc imminent de la disminució demogràfica en el conjunt de la Unió Europa, i també es preveia que el risc es mantindria o que fins i tot creixeria després de l'ampliació amb 10 països el 2003. A causa del descens de la taxa de fertilitat, a la UE el nombre de naixements ha minvat, i ho ha fet de manera paral·lela a la disminució de la taxa de mortalitat; això explica la lentitud del ritme de creixement de la UE en aquest període.
A l'estat espanyol s'ha produït un creixement més ràpid que a altres països pel nombre de naixements, que ha anat en augment a causa de l'increment de la població immigrant. Així doncs, les dades sobre immigració actual avalen la tesi que l'estat espanyol és el principal país europeu en termes d'immigració, i que ha contribuït de manera fonamental a l'expansió demogràfica de la UE durant els anys 2001 i 2002 (en aquest període rep gairebé tants immigrants com Alemanya). L'estat espanyol hauria de tenir molt a dir en la definició de les polítiques europees en matèria d'immigració.
Tal com ja va passar durant la dècada del 1980 i la dècada del 1990, la immigració és la causa que la UE continuï creixent de manera significativa. No obstant això, molts estats es mostren inquiets davant d'aquest fenomen, i la tendència és reduir-la o restringir-la d'una manera o altra. Si sumem el descens demogràfic natural i els nivells d'immigració més baixos -previsibles- arran de les polítiques en matèria d'immigració dels diferents països de la UE, la conseqüència és la disminució de la població del mercat i la manca de mà d'obra a què ja ens hem referit.
Si es gestiona adequadament, la immigració és l'única eina de què disposa la UE a curt termini per evitar tant el descens demogràfic com la manca de mà d'obra. Els esforços i les polítiques s'haurien de centrar en els aspectes econòmics de la immigració, i no només en el fre de la immigració il·legal (problema que no es pot obviar), i s'hauria de vetllar per l'arribada de persones qualificades. En els diferents països de la UE no s'apliquen els mateixos criteris, per exemple, a l'hora d'atreure i d'acceptar immigrants qualificats: la UE es considera un mercat comú però no una àrea comuna d'immigració.
La declaració d'Europa com a àrea d'immigració pot ser que tingui, com a mínim, dues conseqüències positives: d'una banda, un canvi en l'actitud dels ciutadans europeus envers la immigració i, de l'altra, oferir als immigrants potencials una immigració regulada enfront a la il·legal.

### Cap a un nou enfocament en les relacions migratòries europees
Els països mediterranis tenen un paper destacat en la immigració mundial perquè estan situats en el punt de trobada de dos sistemes migratoris d'alt interès: Àfrica (gran zona de mobilitat) i Europa (una de les regions d'acollida més grans del món). Europa es consolida com un dels pols migratoris del continent; de 1995 a 2002, el potencial d'acollida d'Europa s'incrementa substancialment (per exemple, Itàlia o Estat espanyol passen de l'1% al 3% de població immigrada).
La mobilitat segueix clarament el sentit sud-nord (5 dels 18 milions d'immigrants de la UE provenen de països del sud i de l'est del Mediterrani). Això alerta sobre la importància d'actuar en el desenvolupament d'aquestes societats. Els països magribins, principals emissors d'immigració, consideren aquest fenomen una oportunitat, atès que redueix la pressió del mercat laboral, és una important font de divises i permet una formació professional. Aquesta circumstància demogràfica, però, esdevé una font d'oportunitats més que no pas una amenaça. Tenim el nord, amb una societat cada cop més envellida i el sud, on la població activa hi té molta importància. Aquesta situació palesa la complementarietat de banda i banda de la Mediterrània.
En el darrer període es produeix una manca de força de treball qualificada en els sectors de les TIC, del personal sanitari i en el sector agroalimentari (s'han signat acords bilaterals, per exemple, amb el Marroc i països de l'Est per facilitar la contractació de mà d'obra immigrada). Ara per ara, però, la immigració per reagrupament familiar continua augmentant i la mobilitat creixent a l'àrea s'ha convertit en un drama humà. El 2003, les detencions d'immigrants que volien creuar per l'estret de Gibraltar i per les Illes Canàries va augmentar un 9% respecte al 2002 (unes 90.000 detencions). La presència d'immigrants ha crescut considerablement en els països de trànsit, els quals demanen un control i una gestió adequats dels fluxos migratoris. Cal tenir present que, d'una banda, les polítiques d'immigració es consideren una competència comunitària i, de l'altra, s'enfoquen sobretot des d'un punt de vista d'ordre públic i de seguretat.
Com a resultat de les ampliacions de la UE a partir de 2004 sembla que la geografia migratòria canviarà, i aquesta circumstància obliga a fer un gir en la nostra relació migratòria en el Mediterrani. Cal trobar la fórmula per fer efectiva la llibertat de circulació de persones sense menystenir la diversitat i la personalitat dels països implicats, d'acord amb la complementarietat damunt esmentada.
Finalment, encara resta pendent la integració de les polítiques d'immigració en les relacions exteriors dels estats membres.

### Alemanya
La població estrangera a Alemanya sumava l'any 2005 set milions de residents i representava el 9% del total; més del 25% corresponia a nacionals turcs i, el segon grup més nombrós, amb un 8%, a exiugoslaus. El 1973 Alemanya va tancar les portes formalment als nous immigrants per raons laborals però a pesar d'aquesta exclusió la població immigrant a Alemanya va seguir creixent constantment a través de: la reagrupació familiar i el dret d'asil, la situació jurídica especial dels nacionals turcs i el retorn, des dels països de l'Est, dels alemanys d'origen, després de la caiguda del Mur de Berlín.
Amb aquesta situació, l'any 2005 entra en vigor a Alemanya una nova Llei d'Immigració que, per primera vegada, reconeix l'existència d'una immigració estable cap a aquest país, davant la concepció de la normativa prèvia que es basava en el caràcter temporal de la immigració laboral. La nova llei introdueix un programa d'integració amb l'objectiu d'ensenyar als immigrants la llengua del país i contribuir en el seu procés d'integració laboral i social. El programa preveu cursos de 600 hores d'alemany i unes 30 més d'educació cívica (política i cultura a Alemanya) per aconseguir que els nouvinguts assoleixin el nivell B1 en competències lingüístiques i puguin adquirir l'autonomia suficient per fer front a les situacions quotidianes sense l'ajuda d'una tercera persona. La participació en el curs és obligatòria per a les persones nouvingudes amb coneixements insuficients de la llengua oficial i el seu incompliment genera sancions negatives (reducció fins a un 30% de les prestacions socials en cas de ser-ne receptor, i obtenció de la residència permanent supeditada a la participació en el curs) i positives (reducció de 8 a 7 anys del període d'espera per a la nacionalització, si es fa el curs). Els cursos són finançats per l'administració federal però els participants hi contribueixen amb 1 € per hora de classe. S'ofereixen dos tipus de classes: a jornada completa, amb un màxim de 25 hores per setmana i a temps parcial, amb un mínim de 5 hores per setmana. A aquests cursos també s'hi poden apuntar els residents estrangers ja establerts però amb pocs coneixements de l'alemany.
En l'avaluació feta en finalitzar el primer any d'implantació del programa, es posà en relleu que, entre els participants, el grup dels immigrants que ja feia temps que vivien a Alemanya representava un percentatge molt més elevat del que s'havia previst inicialment i només un 20% corresponia a immigrants nouvinguts; també es veié que l'índex d'abandonament era baix (2,5%) i que només un 25% dels participants aconseguia acabar el curs en un any. Contràriament al que s'esperava, aproximadament un 40%, tan sols, va assolir el nivell B1. També s'observà que l'assoliment de les competències lingüístiques estava molt relacionat amb el nivell inicial de qualificació de l'immigrant.
El 2007 va entrar en vigor una esmena que traduïa a la legislació nacional les directives europees referents a la immigració i la integració i que introduïa alguns canvis com la previsió de poder oferir en un futur 900 hores de classes de llengua per a determinats grups, concretament per a dones, joves, analfabets i persones que no aconsegueixen arribar al nivell B1.

### Bèlgica
La política migratòria de la Bèlgica federal és molt complexa, ja que distribueix les competències en diferents estaments de poder. El govern federal –i a com figura central, el Ministre de l'Interior– legisla i aplica l'entrada i permanència dels estrangers. Per altra banda, l'acollida i integració de la immigració va a càrrec de cadascuna de les tres comunitats en les que es divideix el territori: la flamenca, la francesa i la germanòfona.
L'expedició de les autoritzacions per viure o treballar la duen a terme diferents administracions. Com a conseqüència, es dona una gran desorganització en la que acaba per prevaldre, gràcies al marge d'operació, el poder discrecional.
Amb desig unificador i cooperatiu es convocà una conferència interministerial en la que es pactà la “Llei sobre l'accés al territori, l'estada, l'establiment i l'allunyament dels estrangers” de 15 de desembre de 1980. Aquesta llei va ser aprovada per unanimitat al Parlament Federal de Bèlgica i ha sofert moltes modificacions des de llavors, ja que inicialment i encara ara –en menor grau– distingeix els estrangers en categories (unes més privilegiades que d'altres) i períodes d'estada relacionats amb corresponents mesures d'allunyament.
Així doncs, la política d'immigració necessita una remodelació imminent, però les dificultats d'arribar a un consens polític frenen el procés.

#### Acolliment lingüístic
Parlar d'integració lingüística en un país amb tres llengües oficials presenta les seves dificultats. Si bé la delimitació territorial de les regions de Flandes i Valònia facilita l'opció per una o altra llengua, el cas de més controvèrsia el presenta la regió bilingüe de Brussel·les-capital.
Les taxes més altes d'immigració es concentren a la capital i, és per això que l'assistència lingüística dels estrangers depèn de les institucions impulsades per les respectives comunitats flamenques o franceses.
Això no obstant, si bé és cert que a la capital es dona una mena de competició per atraure parlants, els estudis realitzats sobre la comunitat francòfona evidencien la manca de projectes d'acolliment, la incorporació lingüística gairebé només depèn de la voluntat del nouvingut.
El Programa per a l'Avaluació d'Estudiant Internacional (PISA) del 2003 mostra com la comunitat estrangera del territori belga való presenta els resultats educatius menys favorables dels països participants en el programa. Un dels motius podria ser que la majoria d'estudiants amb domini limitat de l'idioma d'instrucció assisteixen a les aules convencionals sense estudiar prèviament o durant el curs la llengua d'instrucció.
En les estadístiques es mostra la permanència dels immigrants de segona generació als llindars on es trobaven els de la primera. Aquests resultats fan palesa la mala gestió de l'acolliment, ja que els segons no han experimentat canvis tan bruscs i semblaria que no s'han d'aclimatar a un sistema escolar desconegut. No obstant això, en els propers anys s'espera una millora, gràcies al fet que les escoles amb voluntat d'incloure un projecte d'acollida podran optar entre organitzar cursos d'aprenentatge del francès com a llengua estrangera i organitzar classes separades que subvenciona el Ministeri d'Educació. L'organització d'aquests cursos és molt recent i encara està en procés d'aplicació. Es preveu que les classes durin d'una setmana a un any.

### Flandes
Quant a la formació d'adults, la comunitat flamenca aplica unes polítiques d'acollida recollides en els decrets del 20 de febrer del 2003 i del 15 de desembre de 2006 que entraren en vigor l'1 de gener del 2007. L'autoritat flamenca és la que s'encarrega de la política d'integració cívica. Aquests decrets proposen un programa específic obligatori als immigrants conduint-los a l'assoliment d'una ciutadania activa.
Els immigrants belgues comunitaris, és a dir, d'algun dels països membres de la Unió Europea, queden exempts d'aquest programa. El programa exigeix inscriure's a l'Oficina d'Acollida (dins els tres mesos posteriors al Registre Nacional) i seguir els cursos (curs de neerlandès, curs d'orientació social i curs d'orientació professional) amb regularitat. Si no segueixen les indicacions se'ls aplica una multa, que a data de 2007, era judicial; però actualment és administrativa. En finalitzar els cursos es rep un certificat d'integració cívica que facilita la inserció al món laboral.
Tot i això, de la política d'acollida només se'n beneficien les persones nouvingudes que fa menys d'un any que són a Flandes. És per això que cal una millora de la gestió per tal d'augmentar els recursos per a les persones que tot i el primer any necessitarien seguir amb alguns cursos. Alhora, el seguiment d'aquest programa impossibilita seguir altres estudis i, per tant, seria necessari harmonitzar els interessos personals amb els comunitaris.

### Catalunya
Entre la dècada de 1950 i la dècada de 1970 la major part dels immigrats arribats al territori català eren provinents de la resta de l'estat espanyol. Per tant, la seva llengua era el castellà i a conseqüència del bilingüisme dels catalans la majoria no van veure la necessitat d'aprendre ni d'integrar el català dins el seu sistema lingüístic, en canvi a finals del segle XX i principis del segle xxi, quan a conseqüència de les fortes migracions provocades per la crisi i la recerca de noves oportunitats laborals, van arribar a Catalunya molts immigrants amb procedències ben diverses (Marroc, Equador, Regne Unit, Alemanya, Perú, Romania, Argentina, Bolívia, Colòmbia, Bulgària i Ucraïna) i, per tant, aportant al territori una gran varietat lingüística.
A Catalunya es promou que l'acollida dels nouvinguts es faci en llengua catalana, ja que s'ha proposat la llengua històrica i territorial com a element cohesionador de la nova realitat lingüística. L'Estatut d'Autonomia de Catalunya de 2006 preveu que els governs locals de Catalunya tenen competències pròpies sobre “la regulació i la prestació dels serveis d'atenció a les persones, dels serveis socials públics d'assistència primària i foment de les polítiques d'acollida dels immigrants” (Art. 84 m). La integració social i la cohesió social seran les fites a aconseguir.
Des de l'Administració, s'ha fet un projecte que pretén fer del català la llengua de cohesió social entre tots els nouvinguts. Ja el 1991 des de diferents organitzacions es va detectar la forta immigració rebuda i la necessitat de crear un sistema d'acollida que garantís la cohesió social. El 1992 es va crear la Comissió Interdepartamental per al Seguiment i la Coordinació de les Actuacions en Matèria d'Immigració que el 1993 va aprovar el Pla Interdepartamental d'Immigració.
El 2000 es va crear la Secretaria per a la Immigració, convertida el 2011 en Direcció General per a la Immigració, i es va redactar, tot actualitzant l'anterior, el Pla Interdepartamental d'Immigració, actualitzat en 2005 com a Pla de Ciutadania i Immigració 2005-2008 El 2008 es crea el Pacte Nacional d'Immigració] que s'encarrega de la gestió del flux, de fer una política d'igualtat i de crear una cultura pública comuna.
El 2010 va ser aprovada la llei d'acollida de les persones immigrades i de les retornades a Catalunya, amb l'objectiu de fomentar-ne la mobilitat social i reduir-ne la dependència dels sistemes públics, incrementant així la seva aportació a la societat.
Però no només s'han fet experiències institucionals tot coordinant els diferents organismes i entitats que participen en l'acolliment dels nouvinguts; sinó que també s'han portat a terme iniciatives cíviques com el voluntariat per la llengua que ha tingut molt d'èxit i fins i tot ha rebut el reconeixement de la Comissió Europea com una de les millors experiències pedagògiques d'aprenentatge de la Unió Europea. Aquesta iniciativa social és força efectiva, ja que no només potencia l'ús oral de la llengua entre els nouvinguts que sovint no tenen oportunitat de practicar-la, sinó que a més a més, crea vincles afectius entre els immigrants i els autòctons.
El paper de l'escola és també un punt fonamental a tenir en compte en fer un estudi de l'ús i el coneixement de la llengua. L'increment d'alumnat estranger dins l'aula ha passat d'un 0,8% a un 10,63% en uns deu anys (1995-2005). Aquest alumnat, si bé en un principi, era majoritàriament magribí, ara ho és centre o sud-americà. Per tal d'aconseguir que el català sigui l'element cohesionador de tot aquest grup, i sigui una eina comunicativa vàlida s'ha creat un òrgan específic: la Subdirecció General de Llengua i Cohesió Social, que s'encarrega d'impulsar polítiques educatives d'equitat, interculturals i afavoridores del paper central de la llengua catalana com a eix vertebrador del projecte educatiu. Així mateix a les escoles i instituts han aparegut noves figures com els coordinadors lingüístics, nous espais com l'aula d'acollida i projectes específics com els plans educatius d'entorn.

### Barcelona
La política d'immigració de Barcelona es basa en els principis del Pla d'Immigració del 2002. El principal equipament públic d'acollida de la ciutat, que es va crear l'any 1989: el SAIER (Servei d'Atenció a Immigrants, Estrangers i Refugiats). Des de l'Ajuntament s'ha anat impulsant polítiques que posen l'èmfasi en la necessitat de promoure la interacció i el diàleg intercultural:
- 1997, Pla Municipal per a la Interculturalitat.
- 1999, Centre Interreligiós de Barcelona, ara Oficina d'Afers Religiosos.
- 2002, entra en funcionament el servei de Mediació Intercultural.
- l'impuls i adhesió a l'Agenda 21 de la cultura, el moviment de ciutats del món compromeses amb el desenvolupament cultural.
- novembre de 2005, el suport a la Convenció sobre la protecció i la promoció de la diversitat de les expressions culturals de la UNESCO Arxivat 2013-12-26 a Wayback Machine..
- 2008, Programa Barcelona Diàleg Intercultural i Pla de Treball d'Immigració 2008-2011[Enllaç no actiu].
- 2010, Pla Barcelona Interculturalitat Arxivat 2010-09-23 a Wayback Machine..

### Espanya
Espanya ha estat un país d'emigrants i l'arribada d'immigrants econòmics a partir dels anys noranta va ser una novetat social i legislativa d'importància. De 200.000 estrangers l'any 1981 es va passar a més d'un milió l'any 2001, xifra que ha anat augmentant progressivament fins al milió i mig de l'any 2004, sense comptar el volum important d'estrangers en situació irregular.
El marc normatiu d'estrangeria és inestable: La Llei Orgànica 7/1985 d'Estrangeria va ser desenvolupada en múltiples disposicions reglamentàries, el Tribunal Constitucional va declarar contraris a la Constitució diversos preceptes de la Llei de 1985, perquè vulneraven els drets fonamentals dels estrangers i va ser substituïda per la Llei Orgànica 4/2000, dels drets i llibertats dels estrangers i la seva integració social, modificada en profunditat en diverses i successives ocasions per les Lleis orgàniques 8/2000, 11 i 14/2003. En relació amb els reglaments d'execució, la Llei de 1985 va ser desenvolupada per dos reglaments diferents, un de caràcter restrictiu dels drets dels immigrants, aprovat l'any 1985, i un segon reglament aprovat el 1996, de naturalesa molt més progressista. La Llei vigent ha estat igualment desenvolupada per dos reglaments, aprovats el 2001, de què el Tribunal Suprem va declarar il·legals diversos preceptes i el 2004, també el primer més restrictiu que el segon. Malgrat el sistema d'expulsió, un dels problemes a Espanya és la impossibilitat d'executar una part important de les ordres d'expulsió a causa del seu elevat cost econòmic, de la impossibilitat de conèixer el país d'origen de l'immigrant o perquè el país no el readmet.
La Constitució Espanyola de 1978 estableix que l'Estat es reserva la competència exclusiva en matèria de "nacionalitat, immigració, emigració, estrangeria i dret d'asil". Les lleis d'estrangeria han establert dos àmbits d'actuació: l'Estat es reserva la competència exclusiva del control dels fluxos migratoris i la gestió de la immigració. Les comunitats autònomes podran incidir en àmbits d'integració social, polítiques i drets socials com l'assistència social, l'educació, la sanitat, l'habitatge i l'execució de la legislació laboral. Les administracions locals, les més pròximes als ciutadans, faran de "gestores" del fet migratori, resolent situacions de les que no són competents i amb més voluntat que recursos.
A principis de l'any 2005 entra en vigor el reglament d'estrangeria que introdueix uns procediments que afecten directament als ajuntaments i que li donen un paper cada cop més important en l'àmbit de la immigració:
- La ratificació de la centralitat del padró municipal d'habitants en la gestió de la immigració
- L'elaboració de l'informe de disponibilitat d'habitatge adequat
- L'elaboració de l'informe d'inserció social al municipi

Els reptes dels governs locals seran:
- Garantir la recepció i acollida de les persones nouvingudes. L'Estatut atorga als governs locals el foment de les polítiques d'acollida. El Pla Local d'Acollida a la província de Barcelona és l'eina bàsica de molts ajuntaments.
- Millorar la qualitat de vida de la ciutadania. Molts immigrants viuen en nuclis antics de ciutats o pobles. Cal dignificar aquests barris perquè no es degradin.
- Adequar la qualitat i quantitat dels serveis públics. La Llei de Bases de Règim Local atorga als ajuntaments aquesta tasca.
- Treballar en favor de la integració i la convivència ciutadana. Garantir la cohesió social amb actuacions de mediació ciutadana, fomentant el civisme, la sensibilització sobre la diversitat i la promoció de l'associacionisme entre les persones nouvingudes.

Per garantir la cohesió social, la convivència ciutadana i la igualtat d'oportunitats del conjunt de la població s'han engegat les polítiques de ciutadania. Caldrà però també la col·laboració de la resta d'administracions del territori i de les associacions de la societat civil.

### França
El model francès d'integració d'immigrants anterior al segle XXI ha estat caracteritzat com a assimilacionista, en oposició a models multiculturals o exclusius, que permeten la coexistència de diverses comunitats culturals i lingüístiques en un mateix territori. Durant el segle xx, el procés d'integració a França perseguia la naturalització de l'estranger; és a dir, que acceptés i interioritzés els valors republicans hereus de la Revolució Francesa, entre els quals la llengua de la República, el francès, té un paper central.
Aquest model ha entrat en crisi en els últims 30 anys, en què contingents d'immigrants, sobretot del continent africà, però també fills d'immigrants nascuts a França han patit un procés de concentració urbana en guetos i d'exclusió del mercat laboral. La presència del Front Nacional, partit ultradretà i xenòfob, a la segona volta de les eleccions presidencials de 2002 i els disturbis juvenils a les "banlieues", la tardor de 2005 van fer evidents aquesta crisi, com ha explicat l'alcalde socialista de la ciutat d'Évry (Essonne), Manuel Valls i Galfetti.
Des d'aleshores, a iniciativa dels últims governs de dretes, s'han començat a desenvolupar polítiques d'acolliment des de les institucions públiques, per integrar i alhora controlar la immigració, semblants a les dels altres països del nord europeu i que inclouen formació lingüística.
El contracte d'acollida i la formació lingüística obligatòria Arxivat 2015-11-21 a Wayback Machine.
Tal com explica François Julien-Laferrière Arxivat 2015-11-21 a Wayback Machine., el 2005 el Ministeri de la Immigració, de la Integració, de la Identitat Nacional i del Codesenvolupament Solidari va crear l'Agència Nacional per a l'Acollida dels Estrangers i dels Immigrants (actualment OFII que disposa d'una plataforma a cada regió, en què hi treballen auditors socials, per atendre tots els estrangers que sol·licitin permisos de residència, de treball o d'asil.
Totes les persones majors de 18 anys que vulguin establir-se a França, a excepció dels que sol·liciten asil, han de signar un contracte d'acollida i d'integració (CAI) entre l'estat francès i l'interessat, a fi d'instaurar "una relació de confiança i d'obligació recíproca". Abans de signar el contracte l'auditor entrevista l'estranger sobre la seva situació social, familiar i professional, l'orienta, si cal, vers l'assistència social i n'avalua el coneixement escrit i oral de llengua francesa mitjançant un test prefixat, per tal de convocar-lo a les diferents sessions de formació (cívica i lingüística) segons el seu nivell i recollir aquestes prescripcions en el contracte d'acollida.
Segons Patrick Butor, director de Població i Migracions del govern francès entre 2005 i 2008, la formació lingüística només afecta el 25% dels estrangers atesos, ja que la resta tenen els suficients coneixements per quedar-ne exempts. El cost és assumit per l'estat. La formació lingüística dura 400 hores, encara que els alumnes amb bona preparació poden finalitzar-la en 50 hores. Permet assolir un nivell lleugerament superior a l'A1 del Marc Europeu Comú de Referència, concretament un nivell A1.1 i obtenir el certificat DILF Arxivat 2014-03-28 a Wayback Machine. El 95% dels alumnes aproven el curs; els que no ho fan no obtenen, en conseqüència, el permís de residència permanent que han sol·licitat i poden trobar entrebancs per renovar el permís de residència temporal. Si repeteixen el curs, aleshores han d'assumir-ne el cost.
Els alumnes d'aquests cursos provenen de 120 nacionalitats diferents: 44% dels països del nord d'Àfrica, 15% dels de l'Àfrica occidental, 15% de Rússia, 7% de Turquia i 5% de la Xina. Els seus motius per emigrar cap a França estan relacionats amb el fet de tenir un cònjuge francès (53%), tenir familiars a França amb qui volen reagrupar-se (11%) o bé ser refugiats (10%).
Des d'octubre de 2007, en què es va aprovar la llei relativa a la immigració, la integració i l'asil la formació lingüística comença en el país d'origen. A través de les xarxes de les Aliances Franceses, els qui volen emigrar cap a França i no saben francès han de realitzar les primeres 200 hores lectives al seu país de residència, abans d'obtenir el visat.

### Itàlia
Segons Paolo Bonetti Arxivat 2015-11-21 a Wayback Machine., l'evolució del dret de la immigració a Itàlia ha evolucionat considerablement en els darrers anys. Abans d'entrar en vigor la Llei 40/1998, la condició legal d'estranger es caracteritzava per ser disfuncional, ineficaç i precària. Tenint escasses disposicions legislatives en l'àmbit de l'estatut legal i polítiques migratòries contradictòries.
Amb les lleis de 1986 es va fer la regularització d'immigrants que estaven treballant il·legalment i amb la Llei Martelli, es va dur a terme la regularització del permís de residència. El Text Únic (TU) sobre regulació de la immigració i disposicions sobre l'estatut dels estrangers és el text bàsic del Dret italià de la immigració.
Finalment la Llei 40/1998 va passar a portar el títol de "Regulació de la Immigració i de l'Estatut d'estrangers" (Llei Turco–Napolitano), on s'estableix una regulació general i orgànica dels diferents tipus d'immigració i una completa previsió de les condiciones jurídiques de tots els estrangers. La Llei 189/2002 estableix una regularització important dels treballadors il·legals, tot i que encara no s'han adoptat els nous reglaments.
Visats d'entrada i control fronterer als ciutadans estrangers
El TU s'encarrega d'establir els cinc requisits d'entrada i d'estada. Per regla general, els estrangers no tenen "dret" a la concessió d'un visat, sinó que com a màxim es pot considerar un "interès legítim". A més, el TU especifica les motivacions quan es denega un visat d'entrada o reentrada. Els rebutjos s'apliquen a aquelles persones que arriben a la frontera sense els documents o visats necessaris. El Questore (cap de policia de cada província) pot adoptar un ordre de rebuig a aquelles persones que siguin estrangeres i estiguin il·legalment en territori italià.
Vies d'entrada legal per raons econòmiques i d'ocupació. Contingent per a l'entrada laboral
La legislació italiana preveu un sistema planificat de quotes o contingent cada any, a través de l'oficina d'immigració amb l'objectiu d'igualar l'oferta i la demanda de treballadors immigrants. Aquesta, s'encarrega de tramitar tot el procediment referent a la contractació de treballadors estrangers amb terminis curts i contractes oberts. L'empresari és l'encarregat de presentar la documentació del ciutadà estranger a l'oficina d'immigració, si el treball és per compte de l'altri. Si el ciutadà estranger vol treballar per compte propi, ha d'obtenir una sèrie de declaracions i documents en el consolat italià. Altres entrades i estades que permeten treballar legalment fora del sistema del contingent, és quan ens referim a persones que realitzen treballs especials, estudiants o estades per raons familiars.
Permís de residència i de treball
Hi ha dues formes diferents de documents que permeten la residència legal: la carta d'estada o de residència, atorgada per un període indefinit i equivalent a la residència permanent. Per altra banda, el permís d'estada ha de ser sol·licitat, d'acord amb el procediment detallat per les normes d'implementació, al cap policial. S'ha de renovar 30 dies abans de l'expedició del permís. L'accés al treball regular només és per als titulars de la carta de residència i titulars de permís d'estada d'asil, raons humanitàries, treball per compte propi o d'altri, raons familiars i d'estudis. L'accés al mercat de treball és diferent per a cada tipus de permisos d'estada.
Immigració irregular
Un immigrant irregular és algú que ha entrat en el país sense els documents necessaris. L'immigrant pot ser expulsat de dues formes: expulsió judicial i expulsió administrativa.
S'aplicaran mesures penals i acords bilaterals de readmissió. El contraban serà castigat per penes superiors als 12 anys, mentre que el tràfic a la prostitució està castigat amb penes de més de 15 anys. La llei també estableix un increment de penes per aquells que contracten treballadors immigrants que no compleixen els requisits per a la residència.
Drets culturals, civils i socials d'estrangers
Hi ha unes condicions legals objectives que són reconegudes als estrangers són en referència als drets bàsics i accions contra discriminacions, assistència sanitària, dret a l'educació, accés a l'habitatge i assistència social.
A partir de l'article l'Acollida Bàsica en grans ciutats i, en especial al fragment de la Ciutat de Tori Arxivat 2012-04-13 a Wayback Machine., podem concloure que Itàlia, s'ha imposat com un país d'immigració de forma molt tardana i després que els grans països d'Europa posessin fe a les entrades per motius de treball al seu territori. L'economia italiana, és el fet pel qual, necessiten cada vegada més la mà d'obra de treballadors estrangers. Altra característica important, és que a Itàlia cap grup nacional és merament dominant, per tant, es demostra l'existència de cadenes migratòries molt definides. En aquests darrers anys, hi ha un tant per cent d'immigrants que treballen de forma il·legal, sense els documents i en situacions precàries, però constitueixen a la vegada, un fort component dinàmic del mercat del consum.
Torí pot ser considerada avui una ciutat amb identitats plurals amb diferents perfils dels nouvinguts no necessàriament en situació de dificultat o d'exclusió social, amb un fenomen migratori permanent estructural i consistent, amb una segona generació encara jove, amb un nombre important d'empresaris i amb un nombre creixent d'immigrants propietaris del seu habitatge. malgrat el fet que les condicions d'exclusió social són dramàtiques i greus en molts casos, i que requereixen naturalment intervencions, avui dia, el tema dominant de les polítiques públiques només pot ser el de la integració.

### País Basc
A banda dels programes de normalització lingüística que s'escometen en l'àmbit administratiu i públic, a Euskadi també hi ha programes engegats pel govern autonòmic per tal de revifar i enfortir la presència de l'èuscar en els dominis de l'empresa privada. Principalment, hi ha un document que fixa el camí a seguir des de l'any 1998 en la tasca de la normalització lingüística. Es tracta de l'EBPN (Plan General de Promoción del Uso del Euskera). És importantíssim aquest treball perquè recull els resultats de l'anterior política lingüística i posa damunt la taula el full de ruta per mantenir i millorar els nivell de l'ús social de la llengua.
Un cop valorats els punts forts i els febles, especificà quins serien els objectius específics i propostes principals d'actuació en matèria de política lingüística per a la dècada següent. També va donar les referències per a la coordinació entre les institucions públiques i per a la col·laboració amb les associacions vinculades a l'activitat de l'èuscar.
Amb aquesta finalitat, estructurà aquestes línies en tres objectius estratègics: la transmissió de l'èuscar, l'ús social de la llengua (la prestació de serveis en èuscar) i la qualitat de la llengua.
Segons el segon dels objectius, l'èuscar ha d'estendre's més enllà dels límits de l'escola fins a abraçar altres àmbits d'ús socials que també són importants amb la finalitat de demostrar als parlants que pot tenir el mateix valor funcional i de percepció que el castellà.
El món laboral privat es va veure com un d'aqueixos espais que, indefectiblement, havia d'assolir-se i es plantejaren les corresponents propostes d'actuació generals:
- Aconseguir la participació dels agents socioeconòmics: cambres de comerç, associacions d'empresaris, col·legis, sindicats, etc.
- Definir el marc adequat per a implantar plans d'èuscar als centres de treball
- Dissenyar projectes adaptats a la tipologia dels centres de treball
- Canalitzar recursos humans i econòmics
- Realitzar campanyes de sensibilització individualitzades

El 2005, l'EBPN publica Criterios y estrategias para la promoción del uso del euskera en el ámbito socioeconómico y para un acercamiento más sistemático y eficaz a la normalización lingüística, un altre document en el que insisteix a treballar en el camp del món laboral privat.
Aquest document considera necessari fer una reflexió que valori, revisi i ajusti el programa dissenyat en pro de la normalització de l'èuscar en l'àmbit socioeconòmic i, d'aquesta forma, poder incidir en el futur d'una manera més sistemàtica i efectiva des del punt de vista de la planificació lingüística.
De fet, en la seva opinió, han transcorregut els anys suficients des que l'antiga Secretaria General de Política Lingüística comencés, atenent a les primeres recomanacions del Consell Assessor de l'Èuscar a 1990, a aplicar criteris i metodologies concretes per a la normalització de l'èuscar en el món laboral i, en tal context, implantés, en col·laboració amb altres agents, els primers plans pilot fins a arribar als actuals.
A més, el mateix món empresarial ha viscut una gran evolució: models de gestió, ús de noves tecnologies, internacionalització de mercats... Han canviat, al mateix torn, el propi estatus de l'èuscar i el seu nivell d'implantació.
Per tant, en aqueixa línia de recerca d'un plantejament més sistemàtic i adequat a les circumstàncies actuals, estableix les següents propostes i pautes de treball:
- Limitar l'àmbit de treball: diferenciació de subprogrames
- Dissenyar plans d'èuscar a partir de la realitat de l'empresa
- Facilitar més serveis i recursos
- Augmentar la implicació dels agents econòmics: cambres de comerç, associacions d'empresaris, col·legis, sindicats, etc.
- Promoure la participació coordinada entre les administracions públiques
- Desenvolupar la legislació
- Augmentar l'oferta de formació professional en èuscar
- Potenciar la formació contínua en èuscar

Al cap i a la fi, el govern basc ha bastit la societat d'instruments per normalitzar l'ús de l'èuscar. En aquesta tasca són imprescindibles les enquestes sociolingüístiques Arxivat 2015-12-15 a Wayback Machine. que posen de manifest la necessitat de la política lingüística actual. Ara bé, tot i que en el conjunt d'Euskal Herria la immigració no ha estat tan accentuada com en altres indrets de l'Estat espanyol, les dades que es poden manejar són del 2001, data que no pot donar dades reals, ja que no preveu l'onada migratòria dels anys posteriors. Aquesta qüestió és vital per analitzar com s'ha gestionat l'arribada dels nouvinguts en termes demolingüístics.
A banda d'aquestes dades interessantíssimes però antiquades, el govern basc ha elaborat el Pla Basc d'Immigració II, un estudi sobre l'impacte de la immigració a Euskadi a efectes socials. Però malgrat que les dades són importants, no hi apareixen dades lingüístiques.
Malgrat que a nivell autonòmic no es preveuen polítiques lingüístiques específiques per als immigrants, sí que trobem nombroses accions des del pla municipals que van en aquesta direcció. Podem posar per cas l'ajuntament de Getxo, que des de l'any 2005 compta amb accions puntuals destinades a la promoció lingüística específica per a aquest grup (campanyes informatives, actes socials interculturals, cursos d'èuscar per a immigrants, etc.).
Comptat i debatut, a l'espera de noves propostes i plantejaments polítics que acosten l'èuscar a la població immigrant, es pot concloure que al conjunt del País Basc no hi ha una profusa preocupació per l'impacte de l'arribada de nouvinguts. Tot i que es fan enquestes sobre l'ús de l'èuscar, treballs d'acolliment social i programes per la immersió social del feix migratori, no es coneixen mesures que hagen nascut d'una ideologia lingüística proteccionista i amb mires cap a horitzons de futur. Cal tenir en compte, però, que aquesta absència rau en el fet que la immigració en aquest territori és molt inferior que la d'altres indrets en situacions lingüístiques similars, posem per cas Catalunya.

### Portugal
Portugal va convertir-se en una nació d'acollida a partir de la dècada del 1970. El grup més gran d'estrangers és de nacionalitat africana, ja que hem de tenir en compte les relacions colonials, el segueixen els europeus i els americans. El 1986, amb l'entrada del país a la Comunitat Econòmica Europea, s'incorporen al mercat laboral asiàtics i sud-americans. Posteriorment, a finals del noranta, arriben nous immigrants de l'Europa de l'Est. D'aquesta manera, la xifra de nouvinguts va augmentar, i si als anys vuitanta n'hi havia 50.000, el 2006 ja comptaven amb 409.000. Les comunitats més importants són la de Cap Verd, la brasilera i la ucraïnesa. Els principals districtes on resideixen més immigrants són: Lisboa, Faro, Setúbal i Porto.
A les escoles de primària el portuguès és la llengua que s'usa en molts casos sense ser la llengua inicial o materna i conviu amb la presència de 230 llengües parlades.
Un dels fonaments principals pel que fa a la política d'immigració és la interculturitat com a model d'integració i d'enriquiment per la societat portuguesa. A partir d'aquí s'estableixen cinc àrees d'actuació. Hi ha una xarxa d'informació per als immigrants mitjançant un butlletí informatiu mensual i també disposen d'uns fullets informatius en portuguès, anglès i rus sobre legislació, sanitat, educació, reagrupament familiar i tot allò necessari per a fomentar la integració social. Altres exemples d'informació són: una línia telefònica de SOS Immigrant, un servei de traducció i una pàgina web sobre actualitat. Una altra àrea de la política és el Centre de Suport Nacional repartit en seixanta-sis locals que integra: estrangeria, inspecció laboral, seguretat social, treball, ensenyament, sanitat o gabinets jurídics. En tercer lloc, existeix una comissió per tal de promoure la igualtat de condicions i vetllar per la discriminació racial. D'aquesta manera, s'aconsegueix la pròpia participació dels immigrants en tasques de mediadors socials i en les associacions. Un altre repte és el foment de la consciència pública i la difusió lingüística a través dels programes de televisió i de ràdio, i les activitats de formació gratuïta sobre l'ensenyament intercultural, els serveis d'acollida o la llei de nacionalitat. Per acabar, per tal de poder aconseguir els objectius assenyalats anteriorment, cal promoure la recerca, les publicacions, els seminaris i els tallers. En són un exemple, les col·leccions de llibres d'investigadors i acadèmics. Tot i així, encara cal treballar per trencar amb els mites falsos com la relació de l'augment de la delinqüència amb l'arribada de la immigració. Així doncs, el Pla per la integració dels immigrants i la coordinació de l'Any Europeu del Diàleg Intercultural són els motors per una mirada de futur en la política d'immigració portuguesa.

### Regne Unit
S'estima que més del 95% de la població britànica només parla anglès. Hi ha diversos llenguatges cèltics minoritaris i els qui els parlen són bilingües amb l'anglès. A Escòcia l'1,4% de la població parla l'escocès gaèlic tan bé com l'anglès; a Irlanda del Nord el 6,6% de la població és bilingüe en irlandès gaèlic i anglès; i a Gal·les el 21% també parla gal·lès. A Escòcia, el nord d'Irlanda i en algunes zones frontereres d'Anglaterra, l'escocès és un idioma minoritari encara que de vegades se solapa amb l'escocès anglès.
També hi ha nombrosos idiomes de diferents comunitats portats al país i mantinguts per les comunitats d'immigrants acabades d'arribar i que suposen més del 5% de la població. El grup més gran (parlat pel 2,7% del total de la població del Regne Unit) són idiomes del sud d'Àsia, com ara el bengalí, el punjabi, l'hindi i el gujarati. Altres idiomes inclouen el cantonès, l'italià, el polonès, el grec i el turc. El 45% de les minories ètniques de la població viu a Londres, però aquests idiomes es parlen al conjunt del país.

#### Polítiques per a la Llengua i la Integració Ciutadana
Segons Bharti Pathel, de la Secretaria per a la Immigració del Departament d'Acció Social i Ciutadania del Govern del Regne Unit, l'any 2004 es va crear al Regne Unit l'Advisory Board on Naturalisation and Integration, un organisme independent del govern, que s'encarregava d'aconsellar-lo en diversos aspectes de la política d'integració, fent especial èmfasi a la Política per a la Llengua i la Integració Ciutadana.
El 2004, el Govern laborista va introduir aquesta política d'integració, que va ser descrita pel Ministeri d'Interior, com una política dissenyada per garantir que les persones poguessin contribuir i integrar-se a la societat del regne Unit. En aquella època va generar força polèmica, ja que calia considerar d'una banda el requisit d'aprendre anglès (o les altres llengües oficials: gal·lès o escocès gaèlic) per a les persones que s'hi volien establir permanentment i, de l'altra, el requisit de conèixer la informació essencial sobre la vida al país, el Govern britànic, la societat i, essencialment, tenir idees pràctiques necessàries per integrar-se més fàcilment a les seves comunitats.
En la descripció del context polític en el qual va néixer aquesta política no es poden obviar els esdeveniments ocorreguts l'estiu del 2001, quan hi va haver una sèrie de disturbis i avalots en algunes ciutats del nord d'Anglaterra (Bradford, Burnley i Oldham). Es va considerar que aquests actes van ser resultat de fracassos anteriors en matèria d'integració dels immigrants. Segons un informe publicat llavors per Ted Cantle, en aquestes comunitats del nord hi havia diversos grups de persones que vivien vides paral·leles amb un baix grau de cohesió social.
Va ser aquest doncs, el context polític en el qual es va introduir la política del 2004. La concepció que tenia l'Advisory Board on Naturalisation and Integration del que havia de ser la integració dels ciutadans va estar sempre vinculada a la importància de l'esforç d'adaptació mutu que ha de fer tant l'immigrant que arriba a la nova societat, com la pròpia comunitat d'acollida per a poder viure junts en harmonia i en una societat cohesiva.
Com s'ha anunciat, les dues característiques de la política en qüestió són els requisit d'aprendre anglès i de demostrar que es té un coneixement sobre les normes i els costums del Regne Unit. Requisits que són necessaris en l'actualitat per a tothom que sol·liciti la ciutadania britànica i també per aquells que sol·licitin la residència permanent al país. Juntament amb aquesta política hi havia un requisit per als nous ciutadans britànics, concretament per assistir a les cerimònies de ciutadania, prestar jurament públic i jurar lleialtat. Un fet que fou bastant nou al Regne Unit quan es va introduir el gener del 2005 en les cerimònies de ciutadania.
La política lingüística va causar certa polèmica quan es va introduir, principalment degut a la postura històrica que havia adoptat el Regne Unit, caracteritzada per un laisser faire: quan els immigrants obtenien la documentació es deixava que seguissin el seu camí.
Una de les raons de l'adopció d'aquesta postura proactiva amb relació a l'aprenentatge de l'idioma va ser l'assoliment de la integració econòmica, d'acord amb la certesa que el fet de no entendre la llengua del país d'acollida és una de les principals barreres a l'hora de trobar feina. També hi havia constància que el no domini de la llengua pot ser una barrera en la interacció social.
L'Advisory Board on Naturalisation and Integration va desaparèixer l'any 2008. Actualment, la UK Border Agency és l'organisme que s'ocupa de la vetlla per a la continuació d'aquesta política iniciada d'acord amb les directrius del nou govern.

#### Requisits per a la ciutadania britànica i per a la residència permanent al país
Com s'ha dit, s'exigeix a totes aquelles persones que vulguin sol·licitar la ciutadania britànica, així com a aquelles que vulguin sol·licitar la residència permanent al país, la demostració d'un cert coneixement sobre l'anglès (o les altres llengües oficials: gal·lès o escocès gaèlic) i les normes i els costums del Regne Unit.
Cal assenyalar però, que alguns sol·licitants de residència n'estan exempts degut a determinades circumstàncies, com ara: les persones retirades econòmicament independents; les víctimes de violència domèstica; les parelles de ciutadans britànics; les persones que hagin viscut durant un mínim de cinc anys al Regne Unit amb permís de refugiat; les persones amb discapacitats demostrables mèdicament (patir una llarga malaltia o incapacitat que restringeixi severament la mobilitat per a poder anar a classe o bé tenir una impossibilitat mental per aprendre un altre idioma); etc. També es troben en aquest cas els menors de 18 anys i els majors de 65 anys (que ho puguin demostrar amb documents identificatius).
En el cas de les persones que no estan exemptes del KOL (Knowledge Of Language and Life), han de demostrar un bon coneixement de l'idioma i de la vida al Regne Unit abans de sol·licitar la residència o la ciutadania. Hi ha dues vies per a fer-ho, depenent dels coneixements de cadascú:
- Aquelles persones que ja s'expressen en anglès de manera entenedora, han de passar el Life in the UK test. Aquest test es basa en el manual Life in the UK: a Journey to Citizenship, que es pot aconseguir fàcilment a les llibreries del país. El Ministeri d'Interior també ha publicat una guia d'estudis oficials que s'ha de llegir juntament amb el manual. El test es pot realitzar a qualsevol dels 65 Life in the UK Centers. El test sol ser en anglès, tot i que si es realitza a Gal·les es pot demanar fer-lo en gal·lès. Igualment, si es realitza a Escòcia es pot demanar fer-lo en escocès-gaèlic.
- Aquelles persones que tenen un domini de l'anglès inferior al tercer nivell d'ESOL (English for Speakers of Other Languages), el mínim requerit per a poder optar a la residència, han de fer els cursos corresponents fins a arribar a aquest nivell. Per a passar d'un curs a un altre cal demostrar un progrés rellevant. El primer pas que han de fer les persones interessades és realitzar una prova de nivell per tal de ser assignades a algun dels tres nivells que s'imparteixen.

Aquests cursos, finançats pel Govern central, es poden fer a tot el país en escoles acreditades i inclouen materials sobre ciutadania basats en el document Citizenship Materials for ESOL Learners. Els cossos que atorguen les qualificacions a Anglaterra, Gal·les i Irlanda del Nord són: Ascentis (formerly Open College of the Northwest); Cambridge ESOL; City & Guilds (Pitmans); Edexcel; Education Development International (EDI); English Speaking Board (International) Limited; National Open College Network; Trinity College London. A Escòcia l'entitat reconeguda per fer aquests tràmits és l'Scottish Qualifications Authority.
L'any 2009 l'European Integration Fund (Fons per la Integració Europea) va concedir al Regne Unit una elevada subvenció per continuar els programes d'ensenyament intensiu de la llengua anglesa i ciutadania portats a terme a través de l'ESOL per a ciutadans no membres de la UE.

#### Situació lingüística a les escoles
En el cas dels alumnes que no tenen l'anglès com a primera llengua, les ajudes que puguin rebre per aprendre'l dependran dels antecedents d'aquests a les escoles i dels recursos disponibles. La llengua d'ensenyament a totes les escoles és l'anglès i els centres escolars tenen diverses maneres d'ajudar els alumnes a accedir al currículum i perfeccionar aquest idioma:
En primer lloc, cal assenyalar que no hi ha un currículum separat pels alumnes dels llenguatges minoritaris, sinó que és el mateix per a tots els companys. Ara bé, tot i que l'alumnat amb llenguatges minoritaris ha d'assistir a totes les classes, a vegades, se'l pot separar del grup ordinari per tal de reforçar determinats aspectes lingüístics.
El nivell amb el qual es poden utilitzar les llengües d'origen com a suport per millorar el nivell d'anglès dependrà dels recursos de l'escola, els idiomes que parlin els professors i ajudants i el perfil de la comunitat estudiantil. Ara bé, l'ús de les llengües maternes és tan sols un mitjà inicial per aprendre l'anglès, però no hi ha cap dret legal a rebre instrucció en cap altre idioma que no sigui aquest.
S'atorguen fons addicionals a les autoritats locals d'educació i a les escoles per ajudar en activitats que contribueixin a la millora dels aprenentatges lingüístics de les minories ètniques i dels alumnes que no tenen l'anglès com a llengua materna.
Al llibre d'Aja i Diez (2005), hi ha un capítol de Satvinder S. Juss dedicat al cas del Regne Unit.

### Suècia
Suècia va passar de ser un país emigrant durant la Primera Guerra Mundial a un d'immigrants després de la Segona Guerra Mundial, quan molts refugiats buscaven un nou camí en aquest país. Les dades indiquen que entre el 1940 i el 1950, a Suècia van arribar d'aquests països unes 60.000 persones dels països bàltics, però no van ser aquests els únics sinó que també s'observa un elevat nombre d'immigrants provinents de Finlàndia, el sud d'Europa i l'Amèrica Llatina. Actualment el grup més nombrós de persones nascudes a l'estranger és el finès, ja que representen el 3% total de la població que viu a Suècia.
L'augment dels immigrants és ben clar, i cap al 1998/1999 hi havia més d'un milió de persones que havien nascut en països estrangers o bé, eren fills de persones immigrants. Cal tenir en compte que dels 9 milions de persones que té el país, més de l'11% de la població és immigrant. Avui en dia, aquesta xifra arriba al 18%. Els drets dels immigrants van fer un gir el 1988 quan se'ls va acceptar el dret de votar i poder ser votats en les eleccions municipals i regionals. La condició era que havien de portar més de cinc anys de residència al país.
Des dels inicis de l'arribada d'immigrants que Suècia ha posat a l'abast tot de recursos a aquestes persones per facilitar la seva integració en el país. El 1965 es començà un nou programa gratuït d'ensenyament de suec que encara es duu a terme. El 1969 es crea la Direcció Nacional d'Immigració, un organisme que porta a terme totes les qüestions relatives a estrangeria, i s'edita un diari finançat per l'Estat dirigit als immigrants. Aquestes i d'altres van ser tot de reformes destinades a millorar les condicions dels immigrants. Per obtenir la nacionalitat sueca, els immigrants han de passar la prova de ciutadania sueca.
Moltes de les reformes proposades pel Govern en aquests darreres anys estan dirigides als nens i és doncs, on podem trobar més facilitats perquè els infants puguin mantenir la seva llengua oficial o bé, aprendre el suec. Ja des d'un principi, s'encoratja als infants immigrants perquè entrin al sistema educatiu abans de l'edat obligatòria, sense que hi hagi cap mena de discriminació a l'hora d'inscriure'ls en les llars d'infants. A més a més, se'ls atorga als pares immigrants el dret de recórrer a un intèrpret per comunicar-se amb el personal de les escoles. Els alumnes immigrants en edat d'escolarització obligatòria que ho desitgen, poden accedir a les classes en la seva llengua materna, segons Arlette Delhaxhe Arxivat 2010-09-19 a Wayback Machine.. D'aquesta manera es proporciona el bilingüisme entre la llengua pròpia dels infants i la del país on viuen actualment.
Està permès que els estudiants immigrants que no són competents puguin estudiar el suec com a segona llengua (SSL). En aquest cas però, hauran d'atendre entre 6 i 12 mesos a un programa de preparació que els introdueix a la llengua del sistema educatiu.

### Suïssa
El plurilingüisme és una de les característiques més importants de Suïssa. La llengua és sens dubte el mitjà que millor es presta per a l'intercanvi cultural a Suïssa. Existeixen quatre llengües nacionals: el francès, l'italià, l'alemany i el romanx, aquest últim, l'únic idioma autòcton del país.
Segons Elena Garayzábal i Yolanda García (2005) el repartiment dels parlants de cadascuna de les quatre llengües nacionals (en total, 90,5%) és aquesta:
- alemany: 63,9%
- francès: 19,5%
- italià: 6,6%
- romanx: 0,5%

La confederació helvètica no ha estat mai un país uniforme. Les àrees lingüístiques no es distingeixen només per l'idioma, sinó també pels diversos costums i tradicions de cada àrea o cantó. A diferència de les grans nacions culturals com França o Alemanya, Suïssa és primer de tot una nació política i no pas cultural.

#### Integració escolar i cultural de nens i adolescents de parla estrangera
A Suïssa el nombre de nens i adolescents procedents d'altres cultures és molt alt en comparació amb altres països, per això es van imposar mesures especials de subvenció. Amb la voluntat d'obtenir la integració escolar de tots els nens i adolescents estrangers, l'escola contribueix a la convivència pacífica de persones que pertanyen a altres comunitats culturals i religioses.
Segons el “Discours Suisse”, les classes especials als immigrants nouvinguts es van demostrar insuficients i és per això que tendeixen a desaparèixer. Per incrementar les possibilitats d'èxit dels alumnes estrangers, les diverses regions del país, aposten pel correcte aprenentatge de les llengües, inclosa la pròpia dels immigrants. Tot i això, aquest aprenentatge és molt divers depenent de les àrees o regions on s'apliquen les mesures:
- Al cantó de Berna, el tipus de suport que reben als estudiants immigrants amb coneixements limitats de l'idioma d'instrucció depèn de les comunitats i escoles. En els pobles petits, el mètode més comú és la submersió o immersió lingüística, sense suport en l'idioma de destí. En pobles més grans i ciutats es pot rebre instrucció addicional en grups petits. Per regla general, les lliçons es proporcionen al llarg de dos anys, tot i que el període pot ser prorrogat en circumstàncies especials. El suport addicional consta de dues hores per setmana de mitjana. No hi ha un currículum explícit.
- Al cantó de Ginebra, la majoria dels alumnes immigrants de les escoles primàries amb coneixements limitats en francès rep suport sistemàtic de la llengua d'instrucció. De mitjana, el suport addicional consisteix en 20 hores d'instrucció per setmana. En el primer cicle d'ensenyament secundari, els estudiants nouvinguts solen assistir a un programa preparatori abans del seu trasllat a les aules regulars. Les mesures de suport lingüístic a les escoles secundàries elementals i menors són proporcionades per mestres específicament formats que han completat els mòduls especials d'aquest servei. No existeix tampoc un currículum explícit.
- Al cantó de Zúric, els estudiants immigrants amb domini limitat de la llengua d'instrucció reben especials mesures amb l'idioma. Un currículum explícit no existeix per a les mesures de suport, encara que existeixen llibres de text per a l'alemany com a segon idioma. L'ensenyament d'idiomes es realitza en petits grups. De mitjana, s'ofereixen aproximadament 8 hores setmanals en l'escola primària i de 10 a 12 hores en l'escola secundària. Els professors que proporcionen la docència de l'idioma addicional són qualificats com a mestres d'escola primària o secundària.

Per altra banda, François Grin comenta que la crida a favor de l'educació en la llengua dels immigrants -per tal d'accelerar la seva integració- topa amb el fet que els infants suïssos no tenen el dret a rebre l'ensenyament en la seva llengua fora dels cantons on aquella llengua és oficial.

#### Drets i Deures de l'Immigrant i Polítiques d'Integració
"La integració s'entén com un procés recíproc que implica, d'una banda, la disponibilitat dels estrangers a incorporar-se a la societat que els acull, i, d'altra, l'obertura de la població suïssa als immigrants. La integració tendeix a instaurar la igualtat d'oportunitats d'accés als recursos socials i econòmics".
Sota consideracions semblants, inscrites en els principis de la política d'integració helvètica, les autoritats federals van introduir una modificació legislativa que va tendir a millorar la integració dels estrangers i que subordina l'atorgament de permisos d'estada i establiment al país a aquesta integració. L'Oficina Federal de Migracions (ODM) del Ministeri de Justícia coordina les mesures d'integració dels estrangers dels diferents serveis federals i assegura l'intercanvi d'informacions i experiències amb els diversos governs de les regions del país.
| « | "En l'exercici del seu poder d'apreciació, les autoritats cantonals tenen en compte el grau d'integració de l'estranger, en particular quan es tracta d'una autorització d'establiment o de pronunciar un retorn, una expulsió o una prohibició d'entrada". | » |

En primer terme, correspon a les autoritats cantonals l'atorgament d'una autorització anticipada d'estada (després de 5 anys en lloc dels 10 exigits prèviament). En cas positiu, la instància cantonal sotmet la sol·licitud a les autoritats federals.
Per obtenir un permís anticipat, l'immigrant ha de demostrar un bon grau d'integració, que s'avalua amb base als següents criteris:
- Respecte a l'ordre jurídic i principis democràtics
- Aprendre un mínim d'una llengua nacional
- Manifestar la voluntat de participar en la vida econòmica del país
- Adquirir una formació

L'Oficina Federal de Migracions tracta d'afavorir la vida comuna sobre la base de valors i de comportaments comuns, d'informar els estrangers sobre el funcionament de les nostres institucions, sobre les prescripcions legals i les condicions de vida, així com de crear condicions generals susceptibles de millorar la igualtat d'oportunitats i la participació en la vida social.
| « | "La integració és l'oportunitat de les persones de poder participar amb igualtat en una societat, i si no hi ha igualtat no es pot participar i un no se sent ben rebut. I això, d'ambdues parts, de la suïssa com dels immigrants. Llavors, volem enfortir aquestes habilitats, perquè molts perden la seva autoestima quan arriben aquí" | » |

El tema de la integració és molt recent a Suïssa i les polítiques en la línia daten del 2000. En anys anteriors a aquesta data es parlava de "assimilació" i es pretenia que els estrangers fessin el mateix que els suïssos. Ara, diu, s'ha entès que cal respectar la diversitat. Pilar de la política suïssa en matèria d'immigrants, la integració és no només una eficaç estratègia contra la marginalització, sinó també una oportunitat: la de tenir un permís de residència. Però més encara, la integració és un desafiament, és el repte de milers de persones que, amb les seves raons, van deixar la seva terra per una aliena.